# Burg Friedenland
Von der Burg Friedenland sind kaum noch Spuren der Höhenburg oder von dem Burgwall im Forst nördlich von Herrmannsacker im Landkreis Nordhausen in Thüringen zu finden.

## Beschreibung
Vorhanden ist in 460 Meter NHN auf einer isolierten Bergkuppe über dem Krebsbach 1,5 Kilometer nordöstlich des Dorfes Herrmannsacker, 250 Meter östlich der zentralen Bergkuppe mit der Burg Schadewald ein ovaler Burgplatz mit einer Spitze nach Süden am Nordende ein Turmhügel (Motte) mit Graben und Vorwall auf einer Fläche von 40 × 70 Meter der Grundriss der Anlage im Gelände.

## Geschichte

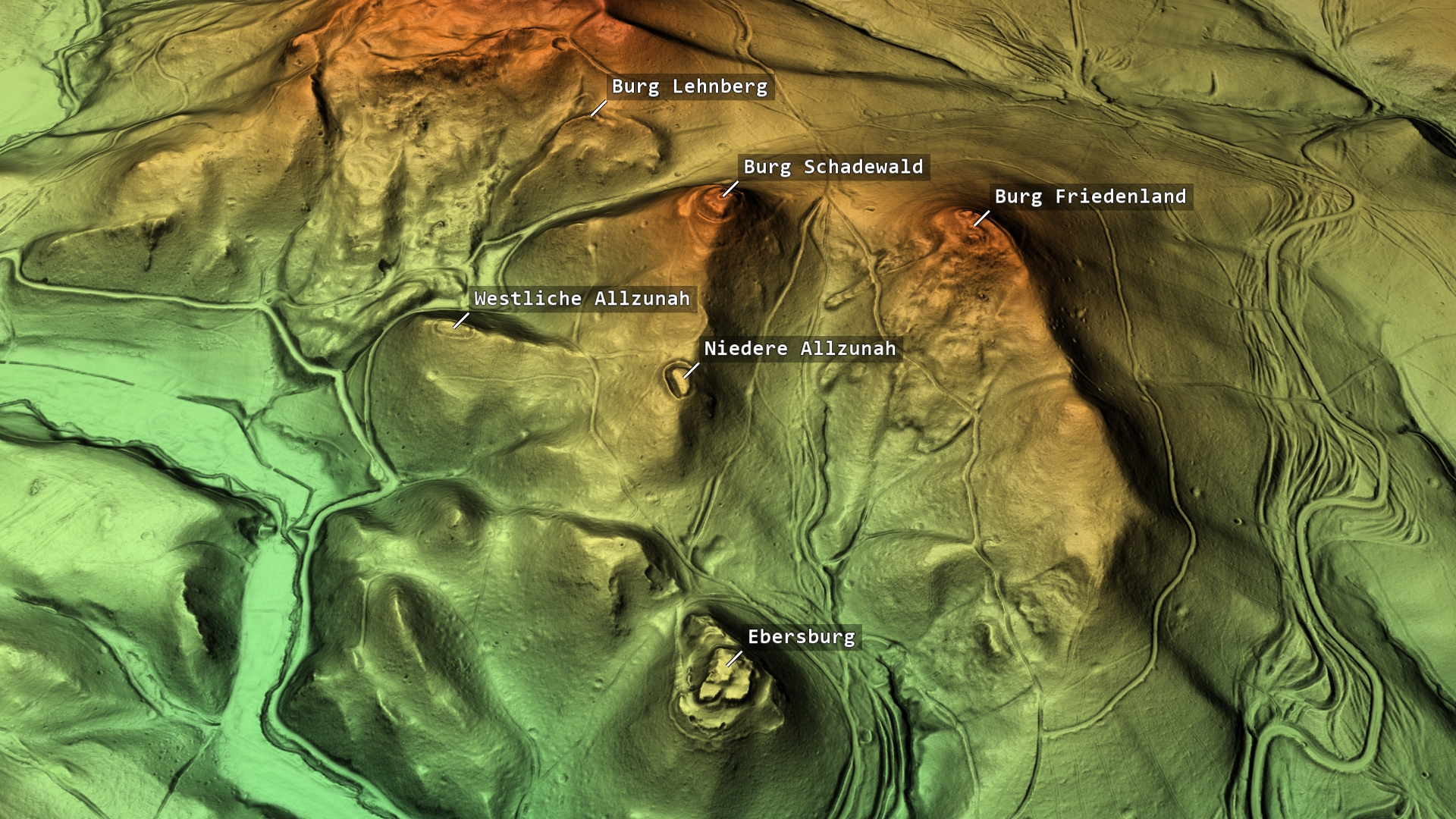
Die Allzunah-Burgengruppe

Es ist nichts Näheres bekannt, aber ihre Geschichte ist eng mit der Burg Schadewald verknüpft. Sie gehört zu den Allzunah-Burgen.